# Emerson, Lake & Palmer (album)
| Recensione              | Giudizio          |
| ----------------------- | ----------------- |
| AllMusic                | [ 2 ]             |
| Robert Christgau        | C                 |
| Sputnikmusic            | 4.0 (Excellent)   |
| Piero Scaruffi          | [ 5 ]             |
| Ondarock                | Disco consigliato |
| Dizionario del Pop-Rock | [ 7 ]             |
| 24.000 dischi           | [ 8 ]             |

Emerson, Lake & Palmer, uscito nel novembre del 1970, è il primo album dell'omonimo gruppo di rock progressivo britannico.

## Accoglienza
L'album si classificò al diciottesimo posto (13 febbraio 1971) della classifica statunitense Billboard 200, mentre nella classifica britannica riservata agli album raggiunse il quarto posto.

## Brani

### The Barbarian
Rielaborazione rock del brano per pianoforte Allegro Barbaro del compositore ungherese Béla Bartók, non citato come autore nella prima edizione del disco in vinile, che accreditava il pezzo solo ai tre musicisti. La partitura originale di Bartók è trascritta in modo "libero", con qualche adattamento modale nelle parti di organo eseguite da Emerson. Piuttosto inusuale per l'epoca l'uso della distorsione sul basso elettrico nella sezione di apertura, il cui tema - a differenza dell'originale di Bartók - viene ripreso dalla band anche in coda secondo una "circolarità" che si rifà agli standard jazz.

### Take a Pebble
Brano originale della durata di oltre 12 minuti. Prende spunto da un tema cantato, scritto da Lake, dal quale il trio sviluppa poi un'estesa digressione con pianoforte solista, basso e batteria suonata con le spazzole. La variazione lascia poi il posto ad un interludio eseguito dal solo Lake alla chitarra folk, basata su una scala pentatonica ed in accordatura aperta, che sfocia in una ritmica country con battimani a tempo. La sezione conclusiva riparte da un ostinato al piano, su cui s'innesta nuovamente l'arrangiamento a tre, che poi sfocia nella ripresa del cantato iniziale.
L'introduzione del brano è eseguita da Emerson sfregando e pizzicando direttamente la cordiera del pianoforte a coda, a mo' di arpa, mentre dalla tastiera egli tiene abbassati i tasti delle note che compongo gli accordi, senza suonarli, così da lasciare libere di vibrare di volta in volta soltanto le corde desiderate.

### Knife Edge
Ultimo brano del lato A, parzialmente tratto dalla Sinfonietta di Leoš Janáček, autore tardo-classico molto amato da Emerson. Anche in questo caso, il riferimento all'autore fu aggiunto solo dopo una controversia legale con gli eredi del compositore ceco. L'inciso strumentale del brano a sua volta contiene una trascrizione fedele del tema dell'Allemanda dalla Suite Francese in Re minore BWV 812 di J. S. Bach.
Il testo del brano è firmato da Lake assieme a Richard Fraser, uno dei roadie della band.

### The Three Fates
Il lato B si apre con un lungo brano strumentale di Emerson diviso in tre parti, intitolate alle tre Moire della mitologia greca (dette in latino anche fatae, da cui fates in inglese):
Clotho consiste in una sorta di toccata eseguita da Emerson sull'organo della Royal Festival Hall di Londra. La sezione è caratterizzata da accordi a tratti dissonanti eseguiti sui registri ad ancia, alternati a veloci fioriture più tonali sui registri ad anima;
Lachesis è una sezione per pianoforte solo, in un paio di passaggi della quale Emerson ripropone una figurazione ritmica già usata nella cadenza centrale di Take a Pebble;
Atropos è introdotta di nuovo brevemente dall'organo a canne, per poi sfociare di colpo in un "piano trio" costruito appunto con la sorvraincisione di tre diverse linee di pianoforte, su tempo di 7/8, accompagnate da Palmer alla batteria. Il brano si conclude di colpo, con un intervento percussivo molto riverberato che lo collega alla traccia seguente.
Greg Lake è completamente assente dall'intero brano.

### Tank
Altro strumentale, firmato da Emerson e Palmer. Apre con un tema veloce vagamente jazzistico guidato come di consueto da Emerson, stavolta al clavicembalo elettrico Clavinet. Questa sezione faceva originariamente parte di Take a Pebble, come testimoniano almeno due riprese filmate delle prime apparizioni del gruppo. Segue un assolo di batteria di circa due minuti, quindi Palmer con una caratteristica figurazione ritmica in 6/8 guida l'insieme verso il tema finale. In quest'ultimo, tutte le linee melodiche sono eseguite da Emerson al sintetizzatore modulare Moog IIIc, compreso il solo conclusivo. A metà degli anni settanta, la RAI utilizzò buona parte di questo finale come sigla del settimanale del Telegiornale Stasera - G7.
Carl Palmer inciderà una nuova versione del brano, per gruppo ed orchestra e priva dell'assolo di batteria, nella facciata a lui riservata sull'album Works Volume 1 del 1977.

### Lucky Man
L'album si conclude con una canzone di Lake (scritta, secondo l'autore, all'età di 12 anni) che il cantante/bassista aveva sottoposto anche ai King Crimson nel 1969, senza però incontrare il loro favore. Il brano fu pubblicato anche come singolo e divenne uno fra i più conosciuti del trio.

## Tracce
Lato A
1. The Barbarian (strumentale) – 4:27 (musica: Béla Bartók, arr. Emerson, Lake & Palmer)
2. Take a Pebble – 12:32 (Greg Lake)
3. Knife Edge – 5:04 (testo: Lake, Dik Fraser – musica: Leoš Janáček, Johann Sebastian Bach, Keith Emerson, arr. Emerson, Lake & Palmer)

Durata totale: 22:03
Lato B
1. The Three Fates (strumentale) – 7:46 (musica: Emerson)
2. Tank (strumentale) – 6:49 (Emerson, Carl Palmer)
3. Lucky Man – 4:36 (Lake)

Durata totale: 19:11

## Formazione
Gruppo
- Keith Emerson - organo Hammond, pianoforte, Clavinet, Moog, organo della Royal Festival Hall
- Greg Lake - basso, chitarre, voce
- Carl Palmer - batteria

Note aggiuntive
- Greg Lake – produttore
- Registrato al Advision Studios di Londra (Inghilterra)
- Eddie Offord – ingegnere delle registrazioni
- Emerson, Lake & Palmer – arrangiamenti e direzione (per la E.G. Records)
- Nic Dartnell – illustrazione copertina album